# Bennettitales
Ordre
Les Bennettitales sont un ordre éteint de plantes à graines, apparu durant la période du Trias (252 millions d'années) et disparu dans la plupart des régions vers la fin du Crétacé (il y a 66 millions d'années), à l'exception de la Tasmanie et de l'Australie où certains Bennettitales semblent avoir survécu jusqu'à l'Oligocène (il y a 25 millions d'années). Certains ont été caractérisés par des troncs épais et des feuilles composées pennées, ayant une ressemblance superficielle avec les Cycas, mais différant essentiellement par la disposition des stomates.
Les Bennettitales ont été placés parmi les anthophytes et pendant un certain temps l'ordre a été considéré comme un proche parent des plantes à fleurs (Angiospermes) en raison de leurs structures reproductrices anthomorphes (semblables à des fleurs). Des études phylogénétiques récentes tendent à accréditer cette hypothèse, même si les homologies entre le cône de Bennettitales et le carpelle des Angiospermes sont encore incertaines. Cependant, des études morphologiques plus détaillées semblent indiquer que l'ordre  des Bennettitales est plus proche des cycas, ginkgos et des conifères que des angiospermes, et de nouvelles preuves fossiles moléculaires, indiquent la possibilité que les Bennettitales et les Angiospermes forment, avec les Gigantopteridales, un même clade, basé sur la présence d'oléananes communs à ces groupes [réf. nécessaire].

## Familles
- † Cycadeoidaceae
- † Williamsoniaceae

## Genres

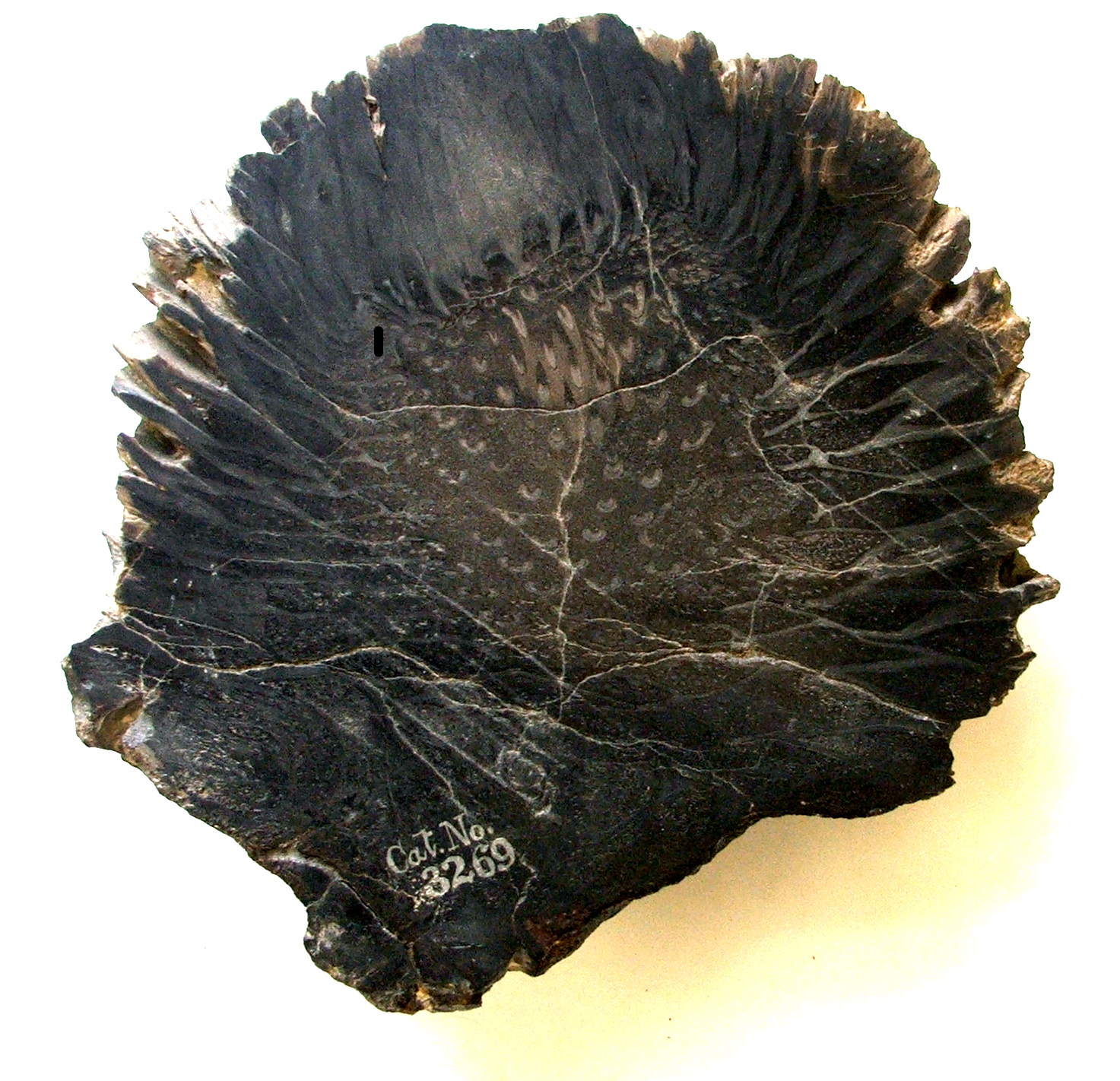
Bennettitales de la famille des Cycadeoidaceae montrant un cône en haut à droite. Largeur totale : 15 cm.

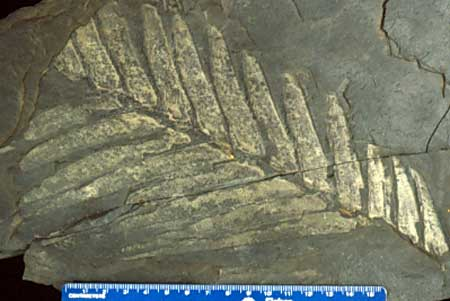
Feuilles fossiles de Zamites marisposa (Jurassique).

- † Anomozamites
- † Bennetticarpus
- † Bennettistemon
- † Bennettites
- † Cycadeoidea
- † Cycadeospermum
- † Cycadolepis
- † Dictyzamites
- † Ischnophyton
- † Monanthesia
- † Nilssoniopteris
- † Otozamites
- † Podozamites
- † Pterophyllum
- † Ptilophyllum
- † Sphaereda
- † Sphenozamites
- † Weltrichia
- † Wiedlandella
- † Williamsonia
- † Williamsoniella
- † Zamites